# 索馬里足球協會
索馬里足球協會是專門管轄索馬里足球事務的組織。索馬里足球協會成立於1960年，並在1960年加入國際足協。此外，它還是非洲足協、東及中非洲足球協會議會和阿拉伯足球協會聯會的成員之一。

## 外部連結
- 官方網頁 （页面存档备份，存于）
- 國際足協網頁 （页面存档备份，存于）
- 非洲足協網頁 （页面存档备份，存于）